# Je reviendrai comme un enfant
Pour plus de détails, voir Fiche technique et Distribution.
Je reviendrai comme un enfant est un documentaire français réalisé par Christian Merlhiot et sorti en 2014.

## Fiche technique
- Titre : Je reviendrai comme un enfant
- Réalisation : Christian Merlhiot
- Scénario : d’après le récit de Rachel Uyarasuk, filmée en août 2009[1]
- Son : Pascale Mons
- Mixage : Mikaël Barre
- Montage : Pascale Mons
- Production : Atelier d'Ivry - Cinéastes associés
- Distribution : Pointligneplan
- Pays :  France
- Langue : Inuktitut
- Durée : 92 minutes
- Date de sortie  : France - 26 février 2014

## Distribution[2]
- Nasri Sayegh
- Frances Arnatsiaq
- Jacinta Qattalik Makkik
- Cindy Paniaq
- Jimmy Ava Qamukaq
- Joyce Attagutaaluk
- Katari Tagaogak
- Daisy, Riley
- Artcirq Company